# Gen Con
| Género       | Gaming                       |
| Localización | Indiana Convention Center    |
| Ciudad       | Indianápolis, Indiana        |
| País         | Estados Unidos de América    |
| Inaugurada   | 1968                         |
| ------------ | ---------------------------- |
| Asistencia   | 50,000+ en Gen Con Indy 2022 |
| Organizador  | Gen Con LLC                  |
| Sitio Web    | GenCon.com                   |

Las Gen Con (abreviación de Geneva Conventions) son una de las mayores y más destacadas convenciones de juegos que se celebran anualmente en Norteamérica. Han sido presentados en ellas innumerables juegos de rol de mesa o en vivo, wargames, juegos de cartas coleccionables, juegos de estrategia, de miniaturas, de mazmorras y videojuegos, entre otros. Los asistentes pueden participar en diversos niveles de torneo y juego interactivo. Las Gen Con fueron iniciadas oficialmente por Gary Gygax (coautor del juego de rol Dungeons & Dragons) en el año 1968 como una convención de wargames. Inicialmente se celebraban en Lake Geneva (estado de Wisconsin) pero entre 1972 y 1984 se celebraron en diferentes lugares hasta instalarse en la ciudad de Milwaukee (también en Wisconsin) en 1985. Esporádicamente otras Gen Con se celebraron en otros lugares de los Estados Unidos y desde 1990 también en Europa. Los derechos de la marca registrada «Gen Con» pertenecían inicialmente a la compañía TSR, Inc. desde 1976, posteriormente pasaron a ser propiedad de Wizards of the Coast hasta que en el año 2002 fueron adquiridos por Peter Adkison, el fundador de Wizards, que trasladó la convención a Indianápolis (estado de Indiana) en el año 2003.
Las Gen Con experimentaron una breve crisis en el año 2008 debido a una demanda de Lucasfilm, pero consiguieron sobrevivir a la bancarrota y desde entonces continúan celebrándose anualmente, aunque actualmente se celebran únicamente la Gen Con Indy. Durante la década de 2010, la popularidad de las Gen Con aumentó, siendo así que el año en el que más personas asistieron a la convención fue durante las Gen Con Indy 2019, con una asistencia de ~70.000 personas. La convención fue cancelada durante 2020 debido a la pandemia de la COVID-19. A las Gen Con Indy 2022 asistieron unas 50.000 personas y en el año 2023 trasladaron a Indianápolis.

## Historia

### Primeros años
Las Gen Con comenzaron en 1967 como una reunión informal de entusiastas de wargames en Lake Geneva, Wisconsin, hogar de Gary Gygax. Esta reunión sería más tarde las denominadas Gen Con 0. En 1968 Gygax alquiló por 50 $ el Horticultural Hall de Lake Geneva, un edificio cubierto de hiedra donde celebró la primera convención formal de Lake Geneva, más tarde conocida como la Gen Con Gaming Convention a la que asistieron unas cien personas. La Federación Internacional de Wargamers, que Gary Gygax también contribuyó a fundar, patrocinó esta primera Gen Con. En agosto de 1969 se celebró la segunda Gen Con. En esta reunión Gygax conoció a Rob Kuntz y a Dave Arneson Durante estos primeros años los principales productos de referencia eran los juegos de tablero y de miniaturas, así como los wargames.
El nombre de Gen Con es una abreviación de Geneva Convention, debido al origen de la convención en Lake Geneva. El nombre también es un juego de palabras que alude a las Geneva Conventions (las Convenciones de Ginebra en inglés) en las que se firmaron una serie de importantes tratados internacionales sobre la guerra (y las primeras Gen Con estaba enfocadas en los wargames, los juegos de guerra). Durante los primeros nueve años, las Gen Con fueron patrocinadas por la Asociación de Estudios Tácticos de Lake Geneva.

### TSR
A partir de 1976 las Gen Con fueron organizadas y dirigidas por TSR, Inc. la editorial del juego de rol de Dungeons & Dragons Gen Con West se celebró en California durante dos años, en 1976 y 1977., fundada por Gary Gygax, fundador también de las mismas Gen Con.
Durante la década siguiente la convención adquirió mayor popularidad y se celebró en varias localidades del sur de Wisconsin, incluyendo un American Legion Hall, el George Williams College y el edificio de la revista Playboy en Lake Geneva. En 1978 la convención se trasladó al campus de la Universidad de Wisconsin-Parksinde en Kenosha.
Entre 1978 y 1984 se celebró anualmente una Gen Con South en Jacksonville, Florida. Gen Con East I se celebró en Cherry Hill Inn en Cherry Hill, Nueva Jersey, y la Gen Con East II se celebró en 1982 en la Universidad Widener en Chester, Pensilvania.

### MECCA
Las Gen Con se trasladaron a Milwaukee (Wisconsin) en 1985, utilizando el centro Milwaukee Exposition & Convention Center & Arena (popularmente conocido como MECCA) debido a la necesidad cada vez mayor de espacio. La asistencia ascendió rápidamente de unas 5.000 admisiones pagadas en 1985 a 30.000 en 1995, convirtiendo las Gen Con en la principal convención de juegos de rol a nivel mundial. En 1992, las Gen Con superaron todos los registros anteriores de convenciones de juego en los Estados Unidos con más de 18.000 asistentes. Las Gen Con (como se ha mencionado, dirigidas por TSR) colaboraron brevemente con su principal competidora Origins Game Fair, celebrando una convención conjunta en 1988. Wizards of the Coast presentó el juego Magic: el encuentro en las Gen Con de agosto de 1993; el juego resultó ser extremadamente popular, vendiendo 2,5 millones de cartas hasta finales del año. La moda de los juegos de cartas coleccionables generó nuevos asistentes, que superaron el récord de 30.000 en 1995.

### Wizards of the Coast
Wizards of the Coast adquirió TSR en 1997 y a su vez Wizards fue adquirida por Hasbro en 1999. Las Gen Con se trasladaron al Midwest Express Center (MEC, actualmente conocido como Midwest Airlines Center) en 1998, substituyendo al edificio de MECCA. En noviembre de 1999 Wizards anunció que las Gen Con se celebrarían fuera de Milwaukee después de la convención del año 2002. Peter Adkison, el fundador de Wizards of the Coast, le compró los derechos de la marca «Gen Con» a Hasbro en mayo del año 2003.
Adkinson formalizó la empresa Gen Con LLC en mayo de 2002 para organizar la convención, que se celebró en agosto de ese mismo año en Milwaukee.

### Indianápolis

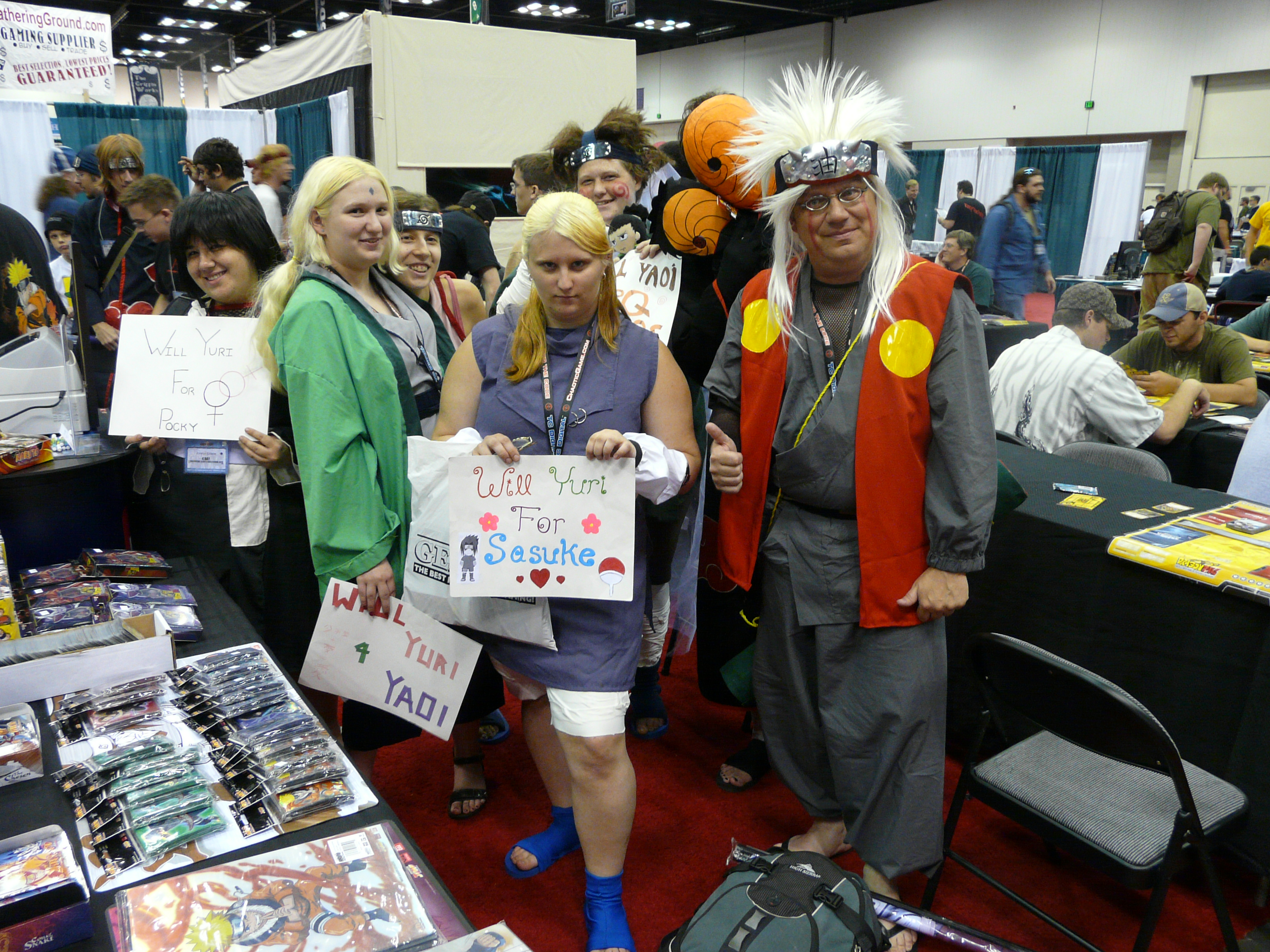
Cosplay de Naruto en la Gen Con Indy 2008.

En el año 2003 las Gen Con fueron trasladadas a Indianápolis, estado de Indiana. Peter Adkison atribuye el traslado a la necesidad de hoteles, un centro más accesible y mayor espacio y a las frecuentes averías de ascensores en Milwaukee.
En el año 2003 las Gen Con de Estados Unidos se dividieron en dos convenciones diferentes: Gen Con Indy (celebradas en Indianápolis) y Gen Con So Cal (en Anaheim, California.) Las Gen Con Indy son la mayor de las dos, atrayendo aproximadamente a 25.000 asistentes por año, con un volumen similar a las Gen Con celebradas en Milwaukee durante la década de 1990 y principios de la del 2000. Se celebran en el Indiana Convention Center. Wizards of the Coast ayudó a celebrar el 30 aniversario de Dungeons & Dragons en las Gen Con Indy del año 2004. In 2005 it was reported that Gen Con Indy generated the most direct visitor spending of any annual convention in Indianapolis.
Las Gen Con So Cal eran una convención más modesta, con aproximadamente 6.300 asistentes en el año 2005. Fueron la tercera mayor convención de juegos de Norteamérica y se celebraban en el Anaheim Convention Center. El precio de la estancia de un día era de 30 o 35 $ mientras que un bono de cuatro días costaba 55 o 65 $ dependiendo de la categoría. El 26 de enero de 2007 las Gen Con So Cal fueron canceladas.

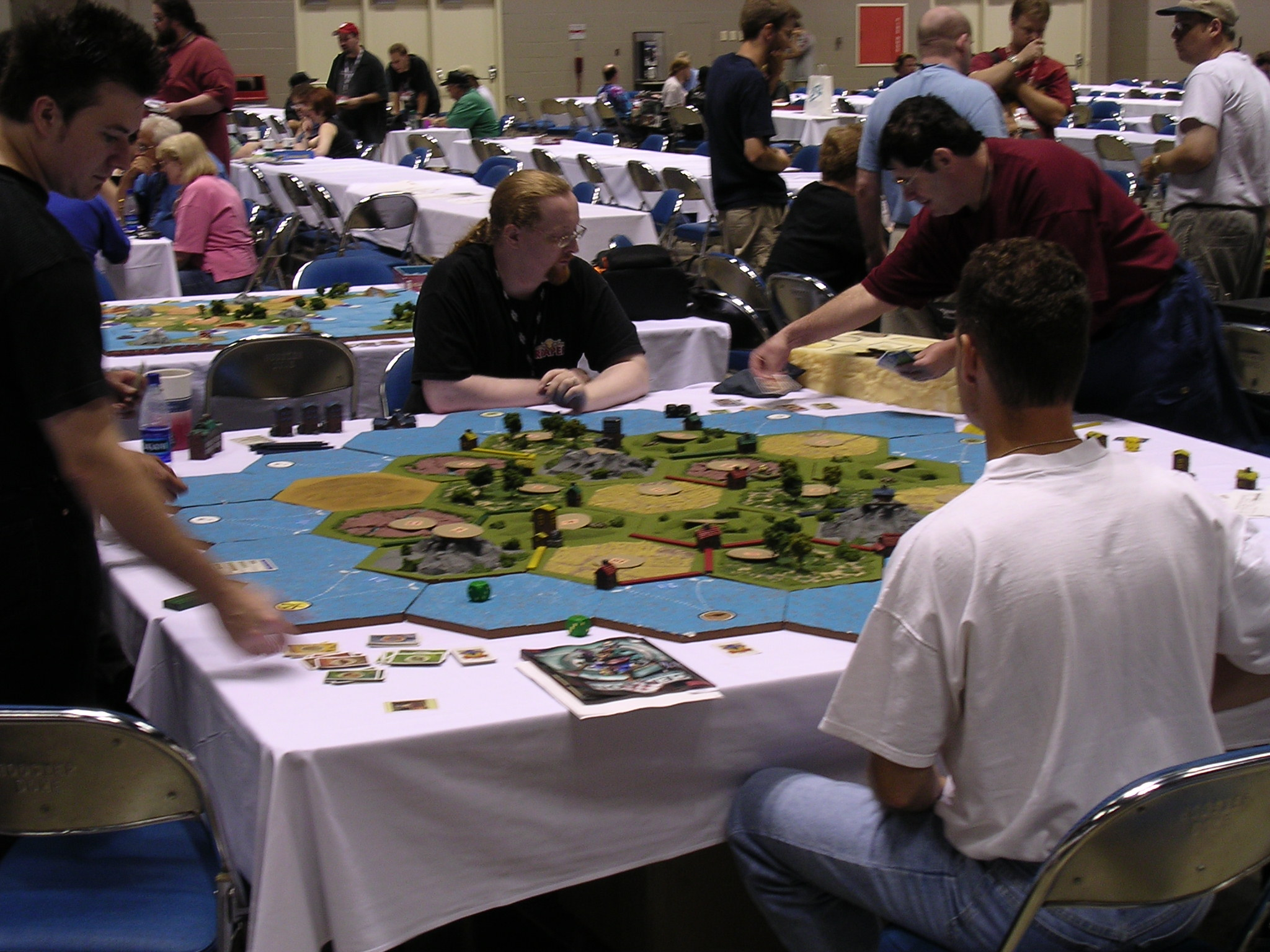
Una partida del juego de tablero Los colonos de Catán, en la Gen Con Indy 2003.

A mediados del año 2006 la administración de las Gen Con (Gen Con LLC) anunció planes para proporcionar más espacio para la sección de videojuegos y un lugar para que las empresas de videojuegos anunciaran sus productos tras la caída de asistentes a la E3 (Electronic Entertainment Expo). Gen Con described their intentions as to "pick up where E3 [left] off." Several years earlier in 2003 Gen Con's owner, Peter Adkison, said that he did not want Gen Con to become a "mini-E3".
Gen Con LLC también dirigió la Star Wars Celebration, una convención de Star Wars, hasta que el 10 de enero de 2008 Lucasfilm presentó una demanda contra Gen Con LLC alegando ruptura de contrato y enriquecimiento ilícito por la Star Wars Celebration. La demanda también acusaba a Gen Con LLC de haberse quedado con el dinero de una subasta caritativa realizada en el evento. Poco después, Gen Con LLC presentó una contrademanda contra Lucasfilm alegando que la demanda no tenía ninguna base y que Lucasfilm le debía dinero.
El 15 de febrero de 2008, Gen Con LLC se acogía al capítulo 11, título 11 del código legal de Estados Unidos para la protección en caso de bancarrota, alegando «costes significativos imprevistos asociados a licencias externas». Debido a la bancarrota, la demanda de la Lucasfilm fue demorada hasta el 19 de noviembre de 2008. Las Gen Con Indy 2008 se celebraron tal como estaba previsto.
El 20 de noviembre de 2008 un intento de comprar las acciones de Gen Con LLC fue archivado por causa de la bancarrota. Se anunció que una compañía futura llamada Gen Con Acquisition Group adquiriría Gen Con LLC, con un precio de compra igual a la deuda vigente de Gen Con LLC. Adrian Swartout, presidente de Gen Con LLC describió el anuncio de compra como «sospechosamente críptico» y concluyó que la oferta «no era la mejor opción para el interés de nuestros inversores». Gen Con reaccionó y finalmente consiguió salir de su situación de bancarrota en enero de 2009. Durante la década de 2010, la popularidad de las Gen Con aumentó, siendo así que el año en el que más personas asistieron a la convención fue durante las Gen Con Indy 2019, con una asistencia de ~70.000 personas. La convención fue cancelada durante 2020 debido a la pandemia de la COVID-19.

### Gen Con Internacional
Las Gen Con se extendieron a Europa en la década de 1990. Las primeras Gen Con europeas se celebraron en Sussex, Inglaterra, en 1990 y en 1994 se celebraron las primeras Gen Con en Barcelona, España (las primeras también en ser celebradas en un país no anglosajón). Ambas convenciones se celebraron nuevamente en 1995 y 1996. En 1997 las únicas Gen Con europeas se celebraron en Inglaterra y en 1998 sólo se celebraron en Holanda. En 1999, se celebraron unas Gen Con en Inglaterra, se celebraron de nuevo unas Gen Con en Barcelona y las Gen Con Europa se celebraron en Bélgica. En 2000 sólo se celebraron unas Gen Con en Inglaterra, en la Universidad de Mánchester. En el año 2001 las Gen Con UK se trasladaron a Londres, donde se celebrarían cada año hasta 2003.
Tras dos años sin poder organizar las Gen Con Europa en el Reino Unido, Peter Adkison decidió reducir costes y concentrar sus esfuerzos en las convenciones de Estados Unidos. En el año 2004 se vendieron licencias a varios grupos que se encargarían de crear las franquicias «Gen Con Barcelona» y «Gen Con UK». A principios del año 2006, Gen Con LLC anunció que organizaría una nueva y oficial Gen Con Europa, que se celebraría en París, Francia. La convención se celebró del 21 al 23 de abril y tuvo unos 4.000 asistentes. La convención fue celebrada de nuevo en París en 2007. Una Gen Con fue celebrada en Brisbane, Australia, en julio de 2008 y más tarde en septiembre de 2009. Tras la demanda realizada por parte de Lucasfilm se dejaron de celebrar las Gen Con Internacionales.

## Eventos

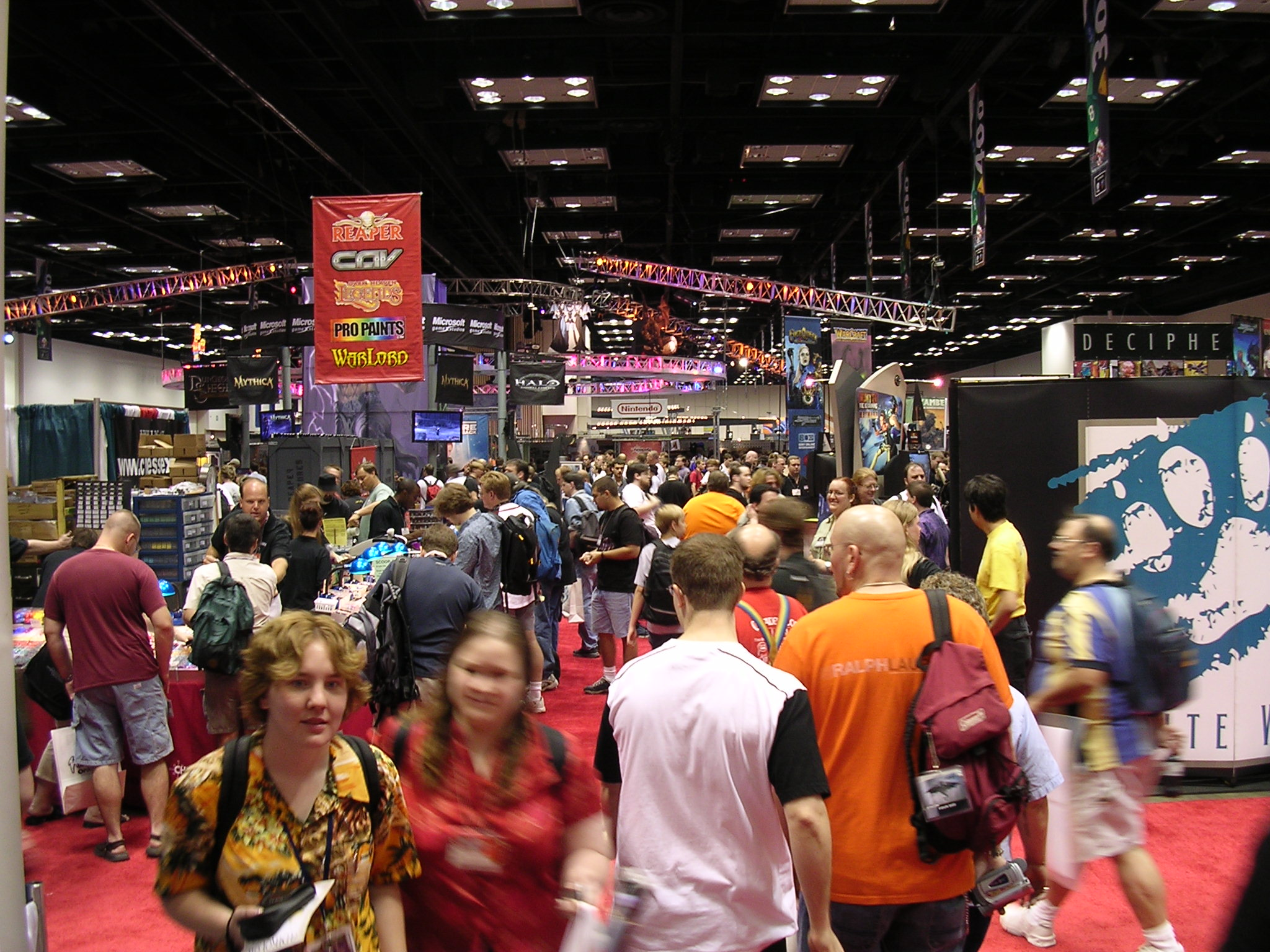
La sala de exposiciones de la Gen Con Indy.

Las Gen Con suelen disponer de una gran sala de exposiciones para las editoriales de juegos, artistas y empresas relacionadas. Constituyen el espacio más atractivo de las convenciones.[cita requerida]
La mayoría de los asistentes gastan al menos 100 $ en la sala de exposiciones y son hombres de entre 20 y 39 años que ganan más de 50.000 $ al año.
El único juego que ha estado presente cada año en las Gen Con desde la Gen Con I (1968) es el juego de tablero Fight in the Skies (posteriormente rebautizado como Dawn Patrol), que fue diseñado por Mike Carr en 1968 y que se ha convertido en un juego habitualmente presente cada año.
El Campeonato de Dungeons & Dragons (anteriormente el Open de Dungeons & Dragons) consiste en una larga serie de partidas de Dungeons & Dragons. Las sesiones de juego son puntuadas en función del progreso del equipo; los grupos que consiguen más puntos pasan a las siguientes rondas. Esta situación provoca un énfasis en la resolución rápida de conflictos y avance a través de los módulos. El campeonato comenzó en 1977 y está dirigido actualmente por la RPGA (Role-Playing Game Association).
El grupo de juego NASCRAG ha organizado partidas de Dungeons & Dragons desde 1980, donando en ocasiones el precio de sus participaciones a beneficencia. Sus partidas tienden a ser muy lúdicas y humorísticas.
La RPGA dirige la mayoría de las partidas y eventos de las Gen Con, recibiendo su propia categoría. Actualmente la mayoría de las partidas de la RPGA son juegos en vivo en los que los jugadores crean personajes que permanecen entre eventos. La RPGA comenzó en 1981.
En 1987 se añadió a las Gen Con una biblioteca de juegos para que los asistentes pudieran probarlos. Actualmente la sección de biblioteca está administrada por la entidad llamada Game Base 7.
MIDI Maze, un videojuego de Milatari Atari fue uno de los primeros videojuegos en ser presentado en las Gen Con. Ya no se encuentra en las Gen Con, el modelo original se expone en la Midwest Gaming Classic.
Los Klingon Jail and Bail son un grupo de personas que se visten como los Klingon de Star Trek. A cambio de una donación para caridad «arrestarán» y detendrán a otro asistente a la convención durante un breve período de tiempo. Los Jail and Bail aparecieron por primera vez en las Gen Con de 1993.
En 1994 se celebró en las Gen Con el primer Campeonato de Magic: el encuentro, que ganó Zak Dolan, tras derrotar a Bertrand Lestrée (de Francia) en la final.
En las sucesivas Gen Con se han celebrado varios eventos para recaudar dinero para diversas causas benéficas. Entre ellas se encuentra el Cardhalla, en el que se donaron cartas que se utilizaron para construir una gran ciudad. Los asistentes están invitados a lanzar monedas contra la ciudad, para destruirla. Las monedas son recogidas seguidamente para obras de beneficencia. El primer Cardhalla se organizó en 1999.
Los premios Gen Con EN World RPG (conocidos como «premios ENnie») son una ceremonia anual dedicada a los juegos de rol. Fueron establecidos en 2001 y están organizados y dirigidos por EN World, un sitio web sobre noticias del sistema d20, un sistema de juego para juegos de rol.
True Adventures o True Dungeon es una partida de rol en vivo en una mazmorra de tamaño real celebrada en las Gen Con desde el año 2003. Presenta una serie de enigmas y escenarios diseñados para recrear una ambientación y sesión de Dungeons & Dragons. Enfatiza el trabajo en equipo, el pensamiento creativo y la resolución de problemas, así como la utilización de un sistema de lucha y magia; además, al contrario que los juegos de rol en vivo tradicionales, no requiere interpretación del personaje durante la experiencia.
El Premio de Disfraces Gen Con se celebra el sábado por la tarde en las Gen Con Indy, presentando diversas categorías como Ciencia Ficción, Histórico y Fantástico, Talento y Niños. Este evento está precedido por un desfile de disfraces, en el que todos los asistentes disfrazados están invitados a mostrar sus disfraces en el centro de convenciones.
Aparte de los eventos más habituales, varios juegos han sido anunciados o presentados en la convención. Los planes para la tercera edición de Dungeons & Dragons fueron anunciados por Wizards of the Coast en las Gen Con 1999, con motivo del 25 aniversario del juego; la tercera edición de Dungeons & Dragons fue presentada en las Gen Con 2000 con el lanzamiento del Manual del Jugador., y la cuarta edición fue anunciada en las Gen Con Indy 2007. White Wolf Game Studio, propietario de la línea de juegos de rol de Mundo de Tinieblas apareció en las Gen Con en el año 2004. En las Gen Con 2007 se estableció un Trade Day («día comercial») por primera vez, consistente en un día adicional dedicado a las industrias de juego y a sus intermediarios. Se celebra el miércoles, antes de la apertura de las Gen Con.

## Cronología

### 1967–1977: Lake Geneva
| Encuentro       | Fecha                     | Localidad                                                           | N° aproximado de visitantes | Notas                                        |
| --------------- | ------------------------- | ------------------------------------------------------------------- | --------------------------- | -------------------------------------------- |
| "Gen Con 0"     | Agosto de 1967            | Residencia de Gary Gygax Lake Geneva, Wisconsin                     | 12                          |                                              |
| Gen Con I       | 24 de agosto de 1968      | Horticultural Hall Lake Geneva, Wisconsin                           | 50–100                      | Primeras Gen Con oficiales                   |
| Gen Con II      | 23 de agosto de 1969      | Horticultural Hall Lake Geneva, Wisconsin                           | 150                         |                                              |
| Gen Con III     | 22–23 de agosto de 1970   | Horticultural Hall/Guild Hall Lake Geneva, Wisconsin                |                             |                                              |
| Gen Con IV      | 21–22 de agosto de 1971   | Horticultural Hall/Guild Hall Lake Geneva, Wisconsin                |                             |                                              |
| Gen Con V       | 19–20 de agosto de 1972   | George Williams College Williams Bay, Wisconsin                     | >650                        |                                              |
| Gen Con VI      | 18–19 de agosto de 1973   | Horticultural Hall/Guild Hall/Legion Hall Lake Geneva, Wisconsin    | >700                        | Fundación de TSR, Inc.                       |
| Gen Con VII     | 23–25 de agosto de 1974   | Horticultural Hall/Guild Hall/Legion Hall Lake Geneva, Wisconsin    |                             | Publicación de Dungeons & Dragons            |
| Gen Con VIII    | 22–24 de agosto de 1975   | Horticultural Hall/Guild Hall/Legion Hall Lake Geneva, Wisconsin    | <1,600                      |                                              |
| Gen Con IX      | 20–22 de agosto de 1976   | Horticultural Hall/Guild Hall/Legion Hall Lake Geneva, Wisconsin    | 1,300                       | TSR obtiene los derechos de la marca Gen Con |
| Gen Con West    | 4–6 de septiembre de 1976 | McCabe Hall San Jose, California                                    |                             |                                              |
| Gen Con X       | 18–21 de agosto de 1977   | Playboy Resort/Horticultural Hall/Guild Hall Lake Geneva, Wisconsin | 2,300                       |                                              |
| Gen Con West 77 | 3–5 de septiembre de 1977 | Villa Hotel San Mateo, California                                   |                             |                                              |

### 1978–1984: Parkside
| Encuentro       | Fecha                    | Localidad                                    | N° aproximado de visitantes | Notas |
| --------------- | ------------------------ | -------------------------------------------- | --------------------------- | ----- |
| Gen Con South   | 9–11 de febrero de 1978  | Robert Meyer Hotel, Jacksonville, Florida    |                             |       |
| Gen Con XI      | 17–20 de agosto de 1978  | University of Wisconsin–Parkside             | 2,000                       |       |
| Gen Con XII     | 16–19 de agosto de 1979  | University of Wisconsin–Parkside             |                             |       |
| Gen Con South   | 15–17 de febrero de 1980 | Ramada Inn, Jacksonville Beach, Florida      |                             |       |
| Gen Con XIII    | 21–24 de agosto de 1980  | University of Wisconsin–Parkside             | 4,500                       |       |
| Gen Con South   | 6–9 de febrero de 1981   | Ramada Inn, Jacksonville Beach, Florida      |                             |       |
| Gen Con East I  | 23–26 de julio de 1981   | Cherry Hill Inn, Cherry Hill, New Jersey     |                             |       |
| Gen Con XIV     | 13–16 de agosto de 1981  | University of Wisconsin–Parkside             | 5,000                       |       |
| Gen Con East II | 17–20 de junio de 1982   | Widener College, Chester, Pennsylvania       |                             |       |
| Gen Con XV      | 19–22 de agosto de 1982  | University of Wisconsin–Parkside             |                             |       |
| Gen Con XVI     | 18–21 de agosto de 1983  | University of Wisconsin–Parkside             |                             |       |
| Gen Con South 8 | 16–18 de marzo de 1984   | Royal d'Iberville Hotel, Biloxi, Mississippi |                             |       |
| Gen Con 17      | 16–19 de agosto de 1984  | University of Wisconsin–Parkside             | 3,600                       |       |

### 1985–1997: MECCA
| Encuentro              | Fecha                                    | Localidad                                                                      | N° aproximado de visitantes | Notas |
| ---------------------- | ---------------------------------------- | ------------------------------------------------------------------------------ | --------------------------- | --- |
| Gen Con 18             | 22–25 de agosto de 1985                  | MECCA (Milwaukee Exposition & Convention Center & Arena), Milwaukee, Wisconsin | 5,000                       | |
| Gen Con 19             | 14–17 de agosto de 1986                  | MECCA, Milwaukee, Wisconsin                                                    | 5,000                       | |
| Gen Con 20             | 20–23 de agosto de 1987                  | MECCA, Milwaukee, Wisconsin                                                    |                             | |
| Gen Con 21/Origins     | 18–21 de agosto de 1988                  | MECCA, Milwaukee, Wisconsin                                                    |                             | Este año Gen Con y Origins fueron celebradas como convenciones independientes                               |
| Gen Con '89            | 10–13 de agosto de 1989                  | MECCA, Milwaukee, Wisconsin                                                    | >10,000                     | |
| Gen Con '90            | 9–12 de agosto de 1990                   | MECCA, Milwaukee, Wisconsin                                                    | >12,000                     | |
| Gen Con Europa         | 30 de noviembre – 2 de diciembre de 1990 | Pontin's Holiday Center, Camber Sands, East Sussex, Inglaterra                 |                             | Primera Gen Con europea                                                                                     |
| Gen Con '91            | 8–11 de agosto de 1991                   | MECCA, Milwaukee, Wisconsin                                                    | >15,000                     | |
| Gen Con Europa 1991    | 15–17 de noviembre de 1991               | Pontin's Holiday Center, Camber Sands, East Sussex, Inglaterra                 |                             | |
| Gen Con/Origins '92    | 20–23 de agosto de 1992                  | MECCA, Milwaukee, Wisconsin                                                    | >18,000                     | 25 aniversario de las Gen Con. Origins y Gen Con fueron celebradas ese año como convenciones independientes |
| Gen Con Europa 1992    | 13–15 de noviembre de 1992               | Pontin's Holiday Center, Camber Sands, East Sussex, Inglaterra                 |                             | |
| Gen Con '93            | 19–22 de agosto de 1993                  | MECCA, Milwaukee, Wisconsin                                                    | 20,000                      | |
| Gen Con Europa 1993    | 11–14 de noviembre de 1993               | Pontin's Holiday Center, Camber Sands, East Sussex, Inglaterra                 |                             | |
| Gen Con Europa 1994    | 12–15 de mayo de 1994                    | Pontin's Holiday Center, Camber Sands, East Sussex, Inglaterra                 |                             | |
| Gen Con '94            | 18–21 de agosto de 1994                  | MECCA, Milwaukee, Wisconsin                                                    | >25,000                     | |
| Gen Con Barcelona 1994 | 11–14 de noviembre de 1994               | Atarazanas Reales, Barcelona, España                                           |                             | Primera Gen Con en España y primera también en un país no anglosajón                                        |
| Gen Con UK 1995        | 27–30 de abril de 1995                   | Pontin's Holiday Center, Camber Sands, East Sussex, Inglaterra                 |                             | |
| Gen Con '95            | 10–13 de agosto de 1995                  | MECCA, Milwaukee, Wisconsin                                                    | 30,000                      | |
| Gen Con Barcelona 1995 | 3–5 de noviembre de 1995                 | Atarazanas Reales, Barcelona, España                                           |                             | |
| Gen Con '96            | 8–11 de agosto de 1996                   | MECCA, Milwaukee, Wisconsin                                                    | 27,000                      | |
| Gen Con UK 1996        | 5–8 de septiembre de 1996                | Loughborough University, Leicestershire, Inglaterra                            |                             | |
| Gen Con Barcelona 1996 | 15–17 de noviembre de 1996               | Mercado del Borne, Barcelona, España                                           |                             | |
| 1997 Gen Con Game Fair | 7–10 de agosto de 1997                   | MECCA, Milwaukee, Wisconsin                                                    | 27,000                      | Wizards of the Coast compra TSR, Inc. y obtiene los derechos de la marca Gen Con                            |
| Gen Con Europa 1997    | 28–31 de agosto de 1997                  | Loughborough University, Leicestershire, Inglaterra                            |                             | |

### 1998–2002: MEC
| Encuentro              | Fecha                                  | Localidad                                            | N° aproximado de visitantes | Notas |
| ---------------------- | -------------------------------------- | ---------------------------------------------------- | --------------------------- | --- |
| Benelux Gen Con 1998   | 31 de julio – 2 de agosto de 1998      | Motel Tiel, Tiel, Países Bajos                       |                             | |
| 1998 Gen Con Game Fair | 6–9 de agosto de 1998                  | MEC (Midwest Express Center), Milwaukee, Wisconsin   | >19,000                     | |
| Gen Con UK 1998        | 3–6 de septiembre de 1998              | Loughborough University, Leicestershire, Inglaterra  |                             | |
| Gen Con Barcelona 1999 | 9–11 de abril de 1999                  | Cotxeres de Sants, Barcelona, España                 |                             | |
| 1999 Gen Con Game Fair | 5–8 de agosto de 1999                  | MEC, Milwaukee, Wisconsin                            | >22,000                     | Hasbro compra Wizards of the Coast después de la convención. Hasbro es ahora propietaria de la marca Gen Con.                     |
| Gen Con UK 1999        | 2–5 de septiembre de 1999              | Loughborough University, Leicestershire, Inglaterra  |                             | |
| 2000 Gen Con Game Fair | 10–13 de agosto de 2000                | MEC, Milwaukee, Wisconsin                            | 21,000 (projected)          | |
| Gen Con UK 2000        | 31 de agosto – 3 de septiembre de 2000 | Manchester Conference Centre, Mánchester, Inglaterra |                             | |
| Gen Con Benelux 2000   | 23–24 de septiembre de 2000            | Den Bosch, Países Bajos                              |                             | Última Gen Con en el Benelux. |
| 2001 Gen Con Game Fair | 2–5 de agosto de 2001                  | MEC, Milwaukee, Wisconsin                            | >25,000                     | |
| Gen Con UK 2001        | 30 de agosto – 2 de septiembre de 2001 | Olympia 2, Londres, Inglaterra                       |                             | |
| 2002 Gen Con Game Fair | 8–11 de agosto de 2002                 | MEC, Milwaukee, Wisconsin                            | 23,000                      | Último año de las Gen Con en Wisconsin, trigésimo quinto año de la convención. Peter Adkison le compra la marca Gen Con a Hasbro. |
| Gen Con UK 2002        | 29 de agosto – 1 de septiembre de 2002 | Olympia 2, Londres, Inglaterra                       |                             | |

### 2003–presente: Indianapolis
| Encuentro                                                              | Fecha                                      | Localidad                                                                       | N° aproximado de visitantes | Notas                                            |
| ---------------------------------------------------------------------- | ------------------------------------------ | ------------------------------------------------------------------------------- | --------------------------- | ------------------------------------------------ |
| Gen Con Europa 2003 (en inglés)                                        | 18–21 de abril de 2003                     | Olympia 2, Londres, Inglaterra                                                  |                             |                                                  |
| Gen Con Indy 2003                                                      | 24–27 de julio de 2003                     | ICC (Indiana Convention Center), Indianapolis, Indiana                          | 25,000                      |                                                  |
| Gen Con SoCal 2003                                                     | 11–14 de diciembre de 2003                 | ACC (Anaheim Convention Center), Anaheim, California                            | 4,148                       |                                                  |
| Gen Con Barcelona                                                      | 1–4 de julio de 2004                       | Palau Sant Jordi, Barcelona, España                                             |                             | (evento bajo licencia)                           |
| Gen Con Indy 2004                                                      | 19–22 de agosto de 2004                    | ICC, Indianapolis, Indiana                                                      | 21,741                      |                                                  |
| Gen Con UK 2004 Archivado el 9 de agosto de 2011 en Wayback Machine.   | 14–17 de octubre de 2004                   | Minehead Butlins, Somerset, Inglaterra                                          |                             | (evento bajo licencia)                           |
| Gen Con SoCal 2004                                                     | 2–5 de diciembre de 2004                   | ACC, Anaheim, California                                                        | 5,559                       |                                                  |
| Gen Con Indy 2005                                                      | 11–14 de agosto de 2005                    | ICC, Indianapolis, Indiana                                                      | 25,106                      |                                                  |
| Gen Con UK 2005 Archivado el 19 de marzo de 2011 en Wayback Machine.   | 3–6 de noviembre de 2005                   | Bognor Regis, West Sussex, Inglaterra                                           | 1,957                       | (evento bajo licencia)                           |
| Gen Con SoCal 2005                                                     | 18–20 de noviembre de 2005                 | ACC, Anaheim, California                                                        | 6,326                       |                                                  |
| Gen Con París                                                          | 21–23 de abril de 2006                     | París, Francia                                                                  | 4,000                       |                                                  |
| Gen Con Indy 2006                                                      | 10–13 de agosto de 2006                    | ICC, Indianapolis, Indiana                                                      | >21,250                     |                                                  |
| Gen Con SoCal 2006                                                     | 16–19 de noviembre de 2006                 | ACC, Anaheim, California                                                        | 5,840                       |                                                  |
| Gen Con Francia 2007                                                   | 25–27 de mayo de 2007                      | París, Francia                                                                  | 4,200                       |                                                  |
| Gen Con Indy 2007                                                      | 16–19 de agosto de 2007                    | ICC, Indianapolis, Indiana                                                      | 27,000                      | 40 aniversario                                   |
| Gen Con UK 2007 Archivado el 9 de agosto de 2011 en Wayback Machine.   | 30 de agosto – 2 de septiembre de 2007     | Reading, Berkshire, Inglaterra                                                  | 1,746                       | (evento bajo licencia, el de 2006 fue cancelado) |
| Gen Con Francia 2008                                                   | 25–27 de abril de 2008                     | París, Francia                                                                  |                             |                                                  |
| Gen Con Australia                                                      | 3–6 de julio de 2008                       | BCEC (Brisbane Convention & Exhibition Centre), Brisbane, Queensland, Australia | >10,000                     | Primera Gen Con en Australia                     |
| Gen Con Indy 2008                                                      | 14–17 de agosto de 2008                    | Indianapolis, Indiana                                                           | 28,600+                     |                                                  |
| Gen Con UK 2008 Archivado el 18 de octubre de 2010 en Wayback Machine. | 28–31 de agosto de 2008                    | Reading, Berkshire, Inglaterra                                                  |                             | (evento bajo licencia)                           |
| Gen Con Indy 2009                                                      | 13–16 de agosto de 2009                    | Indianápolis, Indiana                                                           | 27,900+                     |                                                  |
| Gen Con Indy 2010                                                      | 5–8 de agosto de 2010                      | Indianápolis, Indiana                                                           | 30,046                      |                                                  |
| Gen Con Indy 2011                                                      | 4-7 de agosto de 2011                      | Indianápolis, Indiana                                                           | 36,733                      |                                                  |
| Gen Con Indy 2012                                                      | 16-19 de agosto de 2012                    | Indianápolis, Indiana                                                           | 41,000+                     | 45 aniversario                                   |
| Gen Con Indy 2013                                                      | 15-18 de agosto de 2013                    | Indianápolis, Indiana                                                           | 49,058                      |                                                  |
| Gen Con Indy 2014                                                      | 14-17 de agosto de 2014                    | Indianápolis, Indiana                                                           | 56,614                      |                                                  |
| Gen Con Indy 2015                                                      | 29 de julio-2 de agosto de 2015            | Indianápolis, Indiana                                                           | 61,423                      |                                                  |
| Gen Con Indy 2016                                                      | 4-7 de agosto de 2016                      | Indianápolis, Indiana                                                           | 60,819                      |                                                  |
| Gen Con Indy 2017                                                      | 17-20 de agosto de 2017                    | Indianápolis, Indiana                                                           | 60,000+                     | 50 aniversario                                   |
| Gen Con Indy 2018                                                      | 2-5 de agosto de 2018                      | Indianápolis, Indiana                                                           | 61,424+                     |                                                  |
| Gen Con Indy 2019                                                      | 1-4 de agosto de 2019                      | Indianápolis, Indiana                                                           | ~70,000                     |                                                  |
| Gen Con Indy 2020                                                      | 31 de julio-2 de agosto de 2022 (planeado) | Indianápolis, Indiana (planeado)                                                |                             | Cancelada debido a la pandemia de la COVID-19    |
| Gen Con Indy 2021                                                      | 16-19 de septiembre de 2021                | Indianápolis, Indiana                                                           | 35,000+                     |                                                  |
| Gen Con Indy 2022                                                      | 4-7 de agosto de 2022                      | Indianápolis, Indiana                                                           | 50,000+                     | 55 aniversario                                   |

## Gen Con 2023
Para el 3-6 de agosto de 2023 está prevista la celebración de la Gen Con Indy 2023, que se celebrará en el Indiana Convention Center de Indianápolis, Indiana. Según contrato está previsto que las siguientes Gen Con Indy continúen celebrándose en Indianápolis.

## Tabla cronológica
Gráfico de asistencia a las Gen Con basada en las cifras proporcionadas anteriormente.